# كيليتون (لاعب كرة قدم)
كيليتون (بالبرتغالية: Kellyton‏) هو لاعب كرة قدم برازيلي في مركز ظهير ‏، ولد في 8 مارس 1995 في بيلو هوريزونتي في البرازيل. لعب مع نادي جل فيسنتي.

## وصلات خارجية
- كيليتون (لاعب كرة قدم) على موقع قاعدة بيانات كرة القدم.إي يو (الإنجليزية)
- كيليتون (لاعب كرة قدم) على موقع Soccerway.com (الإنجليزية)